# Heterarmia incongruaria
Heterarmia incongruaria là một loài bướm đêm trong họ Geometridae.